# La Forêt-du-Parc
La Forêt-du-Parc ist eine französische Gemeinde mit 636 Einwohnern (Stand: 1. Januar 2022) im Département Eure in der Region Normandie. Sie gehört zum Arrondissement Évreux und zum Kanton Saint-André-de-l’Eure. 

## Geographie
La Forêt-du-Parc liegt im östlichen Teil des Départements Eure, etwa 13 Kilometer südsüdöstlich von Évreux.

### Nachbargemeinden
Umgeben ist La Forêt-du-Parc von den Nachbargemeinden Prey im Norden, La Baronnie im Osten und Nordosten, Saint-André-de-l’Eure im Südosten, Les Authieux im Süden, Jumelles im Westen sowie Grossœuvre im Westen und Nordwesten.

## Bevölkerungsentwicklung
| Jahr      | 1962 | 1968 | 1975 | 1982 | 1990 | 1999 | 2006 | 2013 | 2020 |
| Einwohner | 198  | 147  | 176  | 270  | 457  | 458  | 511  | 552  | 628  |

## Sehenswürdigkeiten

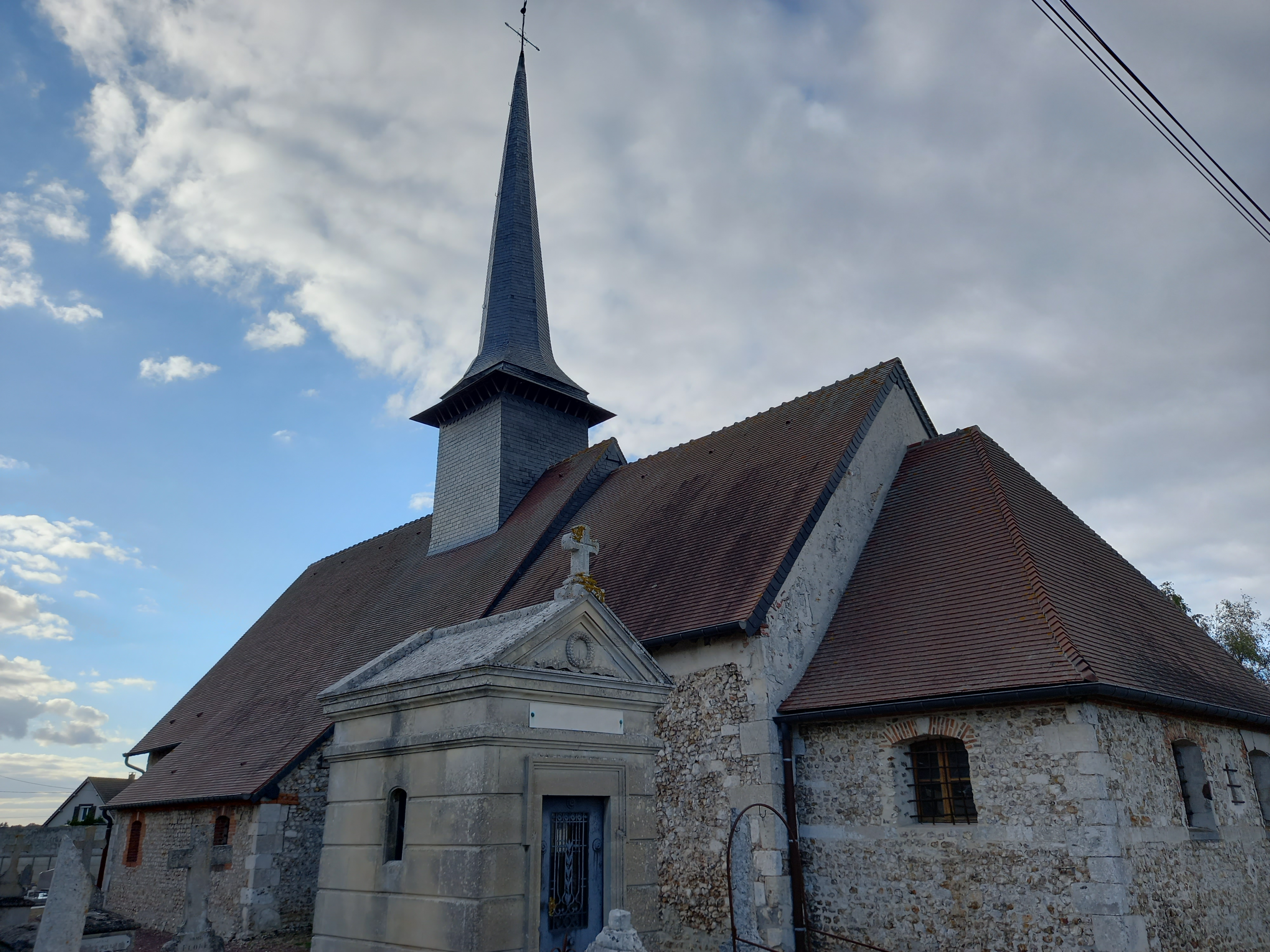
Kirche Notre-Dame

- Kirche Notre-Dame